# Hair (musical)
Hair is van oorsprong een Amerikaanse off-Broadway musical uit 1967 over de hippie-idealen van flowerpower te weten liefde, vrede en seks. Miloš Forman maakte er in 1979 een gelijknamige filmversie van, hoewel die verhaaltechnisch niet helemaal hetzelfde is.

## Nederland
In Nederland was de première van deze musical op 2 januari 1970 in een grote tent naast het Olympisch Stadion van Amsterdam. De acteurs kwamen voornamelijk uit de Engelse cast, maar ook de Nederlanders Bill van Dijk ('Claude'), Marius Monkau ('Hud') en Natascha Emanuels ('Jeanie') speelden mee. De begeleidingsband bestond onder andere uit Jan Akkerman, Hans Cleuver, Thijs van Leer, Hans Hollestelle en musici uit het VARA Dansorkest. In 1971 demonstreerde de crew bij de strafgevangenis van Scheveningen voor de vrijlating van Rinus Wehrmann, de dienstplichtig soldaat die had geweigerd zijn haar te laten afknippen. Toen ze later Wehrmann in de zaal hadden, vroegen ze het overige publiek hem een staande ovatie te brengen, hetgeen gebeurde.
In het theaterseizoen 2007-2008 werd de musical opnieuw in Nederland gespeeld door een nieuwe Nederlandse cast, in een regie van Marcus Azzini en met dialoog van Ronald Giphart en de liedteksten vertaald door Jan Rot.

### Rolverdeling van Nederlandse producties
| Rol                  | 2005 (Stairway Productions) | 2007 (Sea Side Productions)                         | 2016 (Stage Entertainment)                      |
| -------------------- | --------------------------- | --------------------------------------------------- | ----------------------------------------------- |
| Claude               | René van Kooten             | Jorrit Ruijs                                        | Jeffrey Italiaander                             |
| alternate/understudy | -                           | Martijn Wessels                                     | Jip Bartels, Walter de Kok                      |
| Sheila               | Chaira Borderslee           | Jelka van Houten                                    | Anouk Maas                                      |
| alternate/understudy | -                           | Bettina Holwerda (alternate)                        | Loïs van de Ven, Anne Apello, Jindra van Schaik |
| Berger               | Tom Plotkin                 | Oren Schrijver                                      | William Spaaij                                  |
| alternate/understudy | -                           | Marcel Veenendaal                                   | Tommie Christiaan, Jeroen Robben                |
| Woof                 | Steven Janji                | Martijn Wessels                                     | Tommie Christiaan                               |
| alternate/understudy | -                           | Joël de Tombe                                       | Jip Bartels, Javan Hoen                         |
| Hud                  | Charl Brown                 | Rogier Komproe                                      | Juneoer Mers                                    |
| alternate/understudy | -                           | -                                                   | Lucas Schilperoort, Perry Gits                  |
| Jeannie              | Elena Gronlund              | Dunya Khayame                                       | Lisanne Schut                                   |
| alternate/understudy | -                           | Lieke Pijnappels                                    | Loïs van de Ven, Jindra van Schaik              |
| Chrissy              | Aileen Payumo               | Margreet Boersbroek                                 |                                                 |
| alternate/understudy | -                           | Lieke Pijnappels                                    | -                                               |
| Dione                | Danielle Thomas             | Bettina Holwerda                                    |                                                 |
| alternate/understudy | -                           | Marlijn Weerdenburg (alternate), Willemijn de Vries | -                                               |
| Aquarius/June        | -                           | Dewi Pechler                                        | Raffaëla Paton                                  |
| alternate/understudy | -                           | Yuli Minguel                                        | Talita Angwarmasse, Chayenne Lont, Anne Appelo  |

## Muziek
De bekendste nummers zijn:
- Hair
- Aquarius
- I got life
- Let the Sunshine In

Een opsomming van de verdere liedjes:
- Donna - Hashish
- Sodomy
- Colored Spade
- I'm Black - Ain't got no
- Air
- Initials
- My Conviction
- Don't Put it Down
- Frank Mills
- Be-in
- Where Do I Go?
- Black Boys - White Boys
- Easy to Be Hard
- Walking in Space
- Abie Baby
- Three-Five-Zero-Zero - What a Piece of Work Is Man
- Good Morning Starshine
- The Flesh Failures

Band 2016/2017 Stage Entertainment
- Keyboard - Marco Braam
- Gitaar - Angelo Toorre en Roy Jansen
- Drums - Jermaine Kanbier
- Basgitaar - Thijs Tervoort

'14-'18 · '40-'45 (België) · '40-'45 (Nederland) · De 3 Biggetjes · 3 Musketiers · Aida · Alice in Wonderland · A xXxmas Carola · Anatevka · Assepoester · Belle en het Beest · Billie Holiday · Bloedbroeders · The Bodyguard · Cabaret · Camelot · Cats · Chicago · Ciske de Rat · Cyrano de Bergerac · De Schone van Boskoop · Daens · Dirty Dancing · Doe Maar! · Domino · Doornroosje · Dracula · Drood · Elisabeth · Evita · Fame · De Finale · Flashdance · Foxtrot · Goodbye, Norma Jeane · Grease · Hair · High School Musical · De Jantjes · Jekyll & Hyde · Jersey Boys · Jesus Christ Superstar · Kadanza · De kleine zeemeermin · Koning van Katoren · Kruimeltje · Kuifje: De Zonnetempel · Kunt u mij de weg naar Hamelen vertellen, mijnheer? · The Last Five Years · Lelies · The Lion King · The Little Mermaid · Love Story · Lover of Loser · Mamma Mia! · De man van La Mancha · Mary Poppins · Les Misérables · Miss Saigon · Muerto! · De Muze van Rubens · My Fair Lady · On Your Feet! · Op hoop van Zegen · Oorlogswinter · The Passion · Pauline & Paulette · The Phantom of the Opera · Pinokkio · Red Star Line · Rembrandt · Robin Hood · Romeo en Julia, van Haat tot Liefde · De Rozenoorlog · Shhh...it happens! · Shrek · Soldaat van Oranje · Spring Awakening · De sprookjesmusical Klaas Vaak · Sneeuwwitje · The Sound of Music · Tarzan · Titanic · Turks fruit · Urinetown · De Vliegende Hollander · Wat Zien Ik?! · Wicked · The Wild Party · The Wiz · Wickie de viking de musical
    Portaal Musical